# 南洋寺
1. 戦前の写真（伽藍等）
2. 現況の写真（門柱）

南洋寺（なんようじ）は、南洋群島サイパン支庁ガラパン町（現・アメリカ合衆国北マリアナ諸島ガラパン）にあった浄土宗の寺院。

## 歴史
1937年（昭和12年）、青柳貫孝によって開山された。青柳貫孝は新潟県高田市寺町（現・上越市寺町）の善導寺出身の浄土宗の僧侶で、茶道流派「壺月遠州流」の二世家元でもある。英領インド留学の帰途、英領セイロン（現・スリランカ）や東南アジア経由で帰国した。その際にサイパン島にも寄り、この地に関心を持った。その後、一時潮泉寺の住職を務めたが、サイパンに寺を創建する決意を固め、単身でサイパンに赴任した。所属宗派の浄土宗管長からも南洋群島開教の命も受けている。
最初はカナカ人の家を借りて布教所としたが、後に南洋庁から土地を払い下げてもらい、堂宇を建てた。1937年（昭和12年）10月、寺号公称が認められ「多宝山南洋寺」として発足した。
しかし1944年（昭和19年）、サイパンの戦いが勃発、当寺は戦火の中に消えた。住職の青柳貫孝は、海軍の命により海軍将兵戦死者の遺骨を奉じて内地に戻っていたため無事であった。しかし寺族である自分の娘を失っている。
現在、南洋寺跡地にはリゾートホテル「フィエスタリゾート＆スパホテル」が建てられている。ただ「浄土宗多寶山南洋寺」の門柱のみが残されている。

## 梵鐘

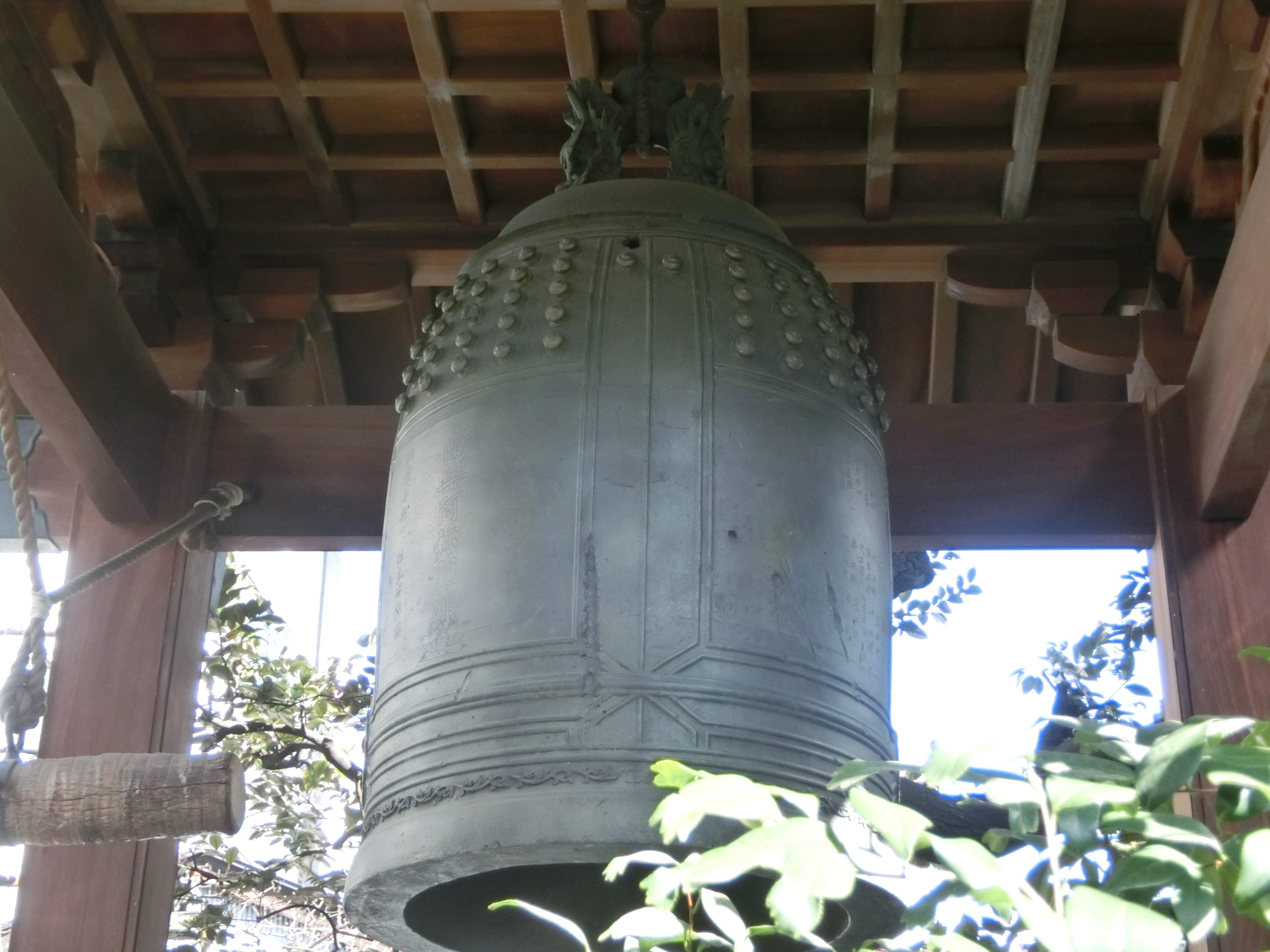
現在は源覚寺にある梵鐘

南洋寺には鐘楼があり、毎日午前・午後5時に梵鐘が鳴らされた。この梵鐘は「こんにゃくえんま」で知られる東京都文京区小石川の源覚寺のものであった。1844年（天保15年）の火災で鐘楼が焼失したあと、再建されず、梵鐘は放置されたままであった。当時の源覚寺住職が青柳貫孝と兄弟弟子だったことから、南洋寺に譲渡することになった。
しかし1944年（昭和19年）6月11日を最後に梵鐘が鳴らされることはなかった。戦後、アメリカ軍が鐘楼を撤去し、その際に梵鐘も行方不明となった。
1965年（昭和40年）8月、アメリカ人と結婚した日本人女性がテキサス州オデッサの金属会社の納屋で梵鐘を発見した。「江戸 小石川 源覺寺 元禄三年 粉河丹後守」と刻まれていたので、源覚寺にも連絡が入ったが、当時の源覚寺は鐘楼が無かったことから、この時は返還を断念することになった。南洋寺元住職の青柳貫孝も、戦後は寺の住職には就いておらず、梵鐘を引き取る余裕はなかった。その後、行方知れずとなった。
1973年（昭和48年）11月、カリフォルニア州オークランドで再発見され、交渉の結果、源覚寺に返還されることになった。1974年（昭和49年）10月16日に帰山法要が営まれた。この法要にはオークランドの元所有者も列席しており、「汎太平洋の鐘（The Pan Pacific Bell）」と命名された。1982年（昭和57年）には、懸案となっていた鐘楼も完成し、据え付けられた。

## 教育事業
青柳貫孝は教育にも力を入れ、日本人女子向けの私立高等女学校「南洋家政女学校」、島民（現地原住民）女子向けの「技芸女学校」を開校している。また島民男子向けに、浄土宗本山の協力の下、優秀な人材を内地留学させ、東京の旧制中等学校で学ばせた。卒業者は南洋群島一の大企業である南洋興発に就職したという。